# Opinogóra Górna
Opinogóra Górna es un pueblo de Polonia, en Mazovia.  Es la cabecera del distrito (Gmina) de Opinogóra Górna, perteneciente al condado (Powiat) de Ciechanów. Se encuentra aproximadamente a 7 km al noreste de Ciechanów, y a 79 km  al norte de Varsovia. Su población es de 630 habitantes.
Entre 1975 y 1998 perteneció al voivodato de Ciechanów.

## Referencias

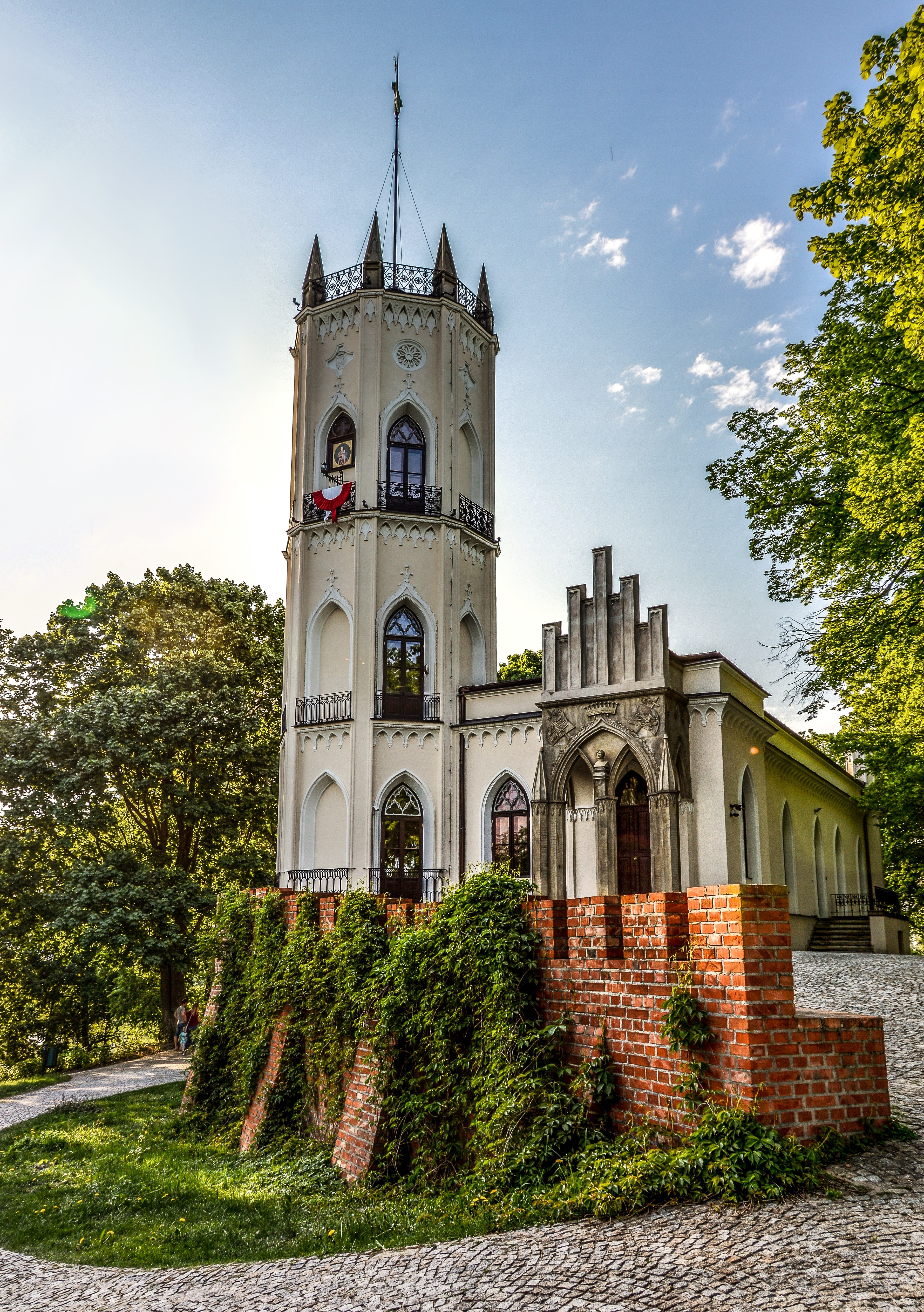
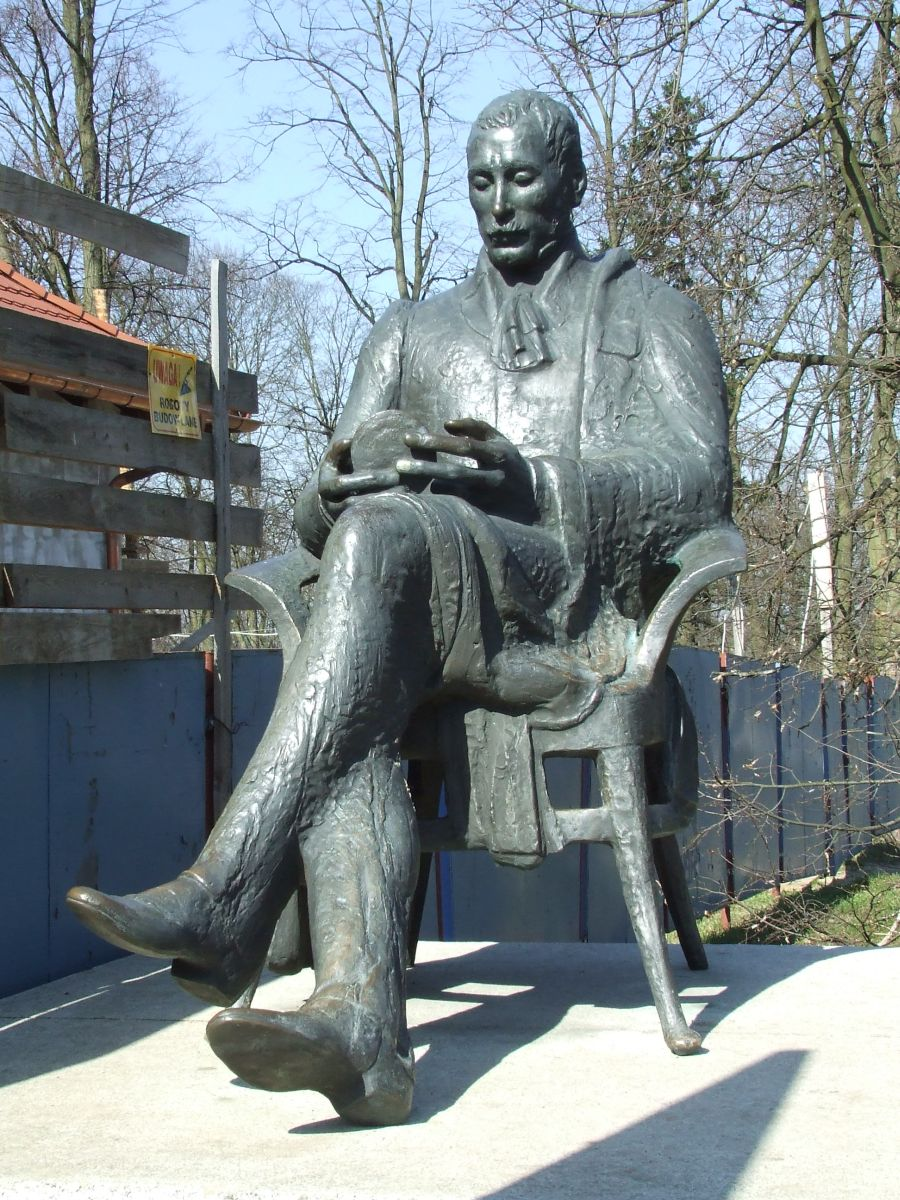
Monumento a Zygmunta Krasińskiego
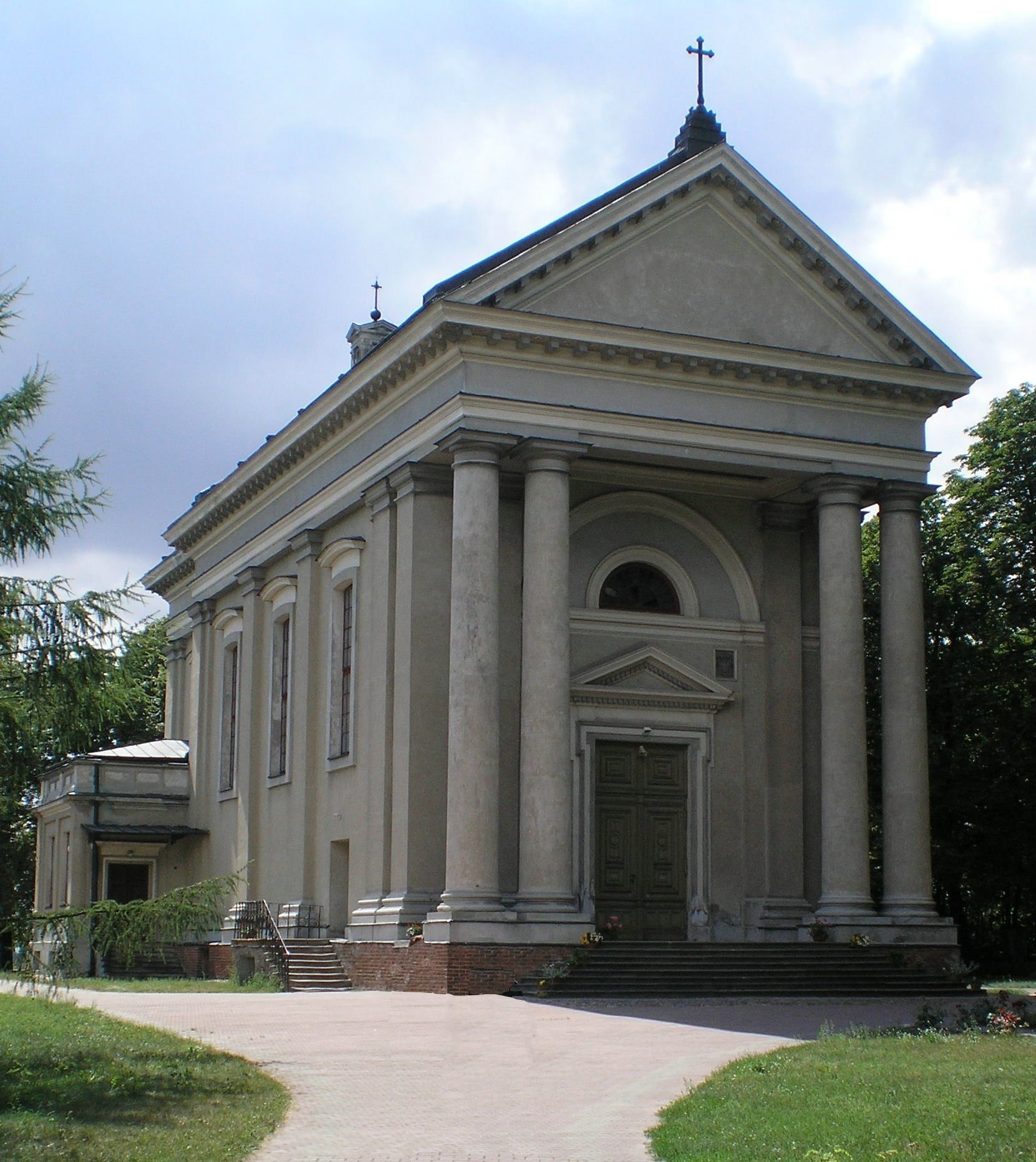
Iglesia neoclásica de Opinogóra
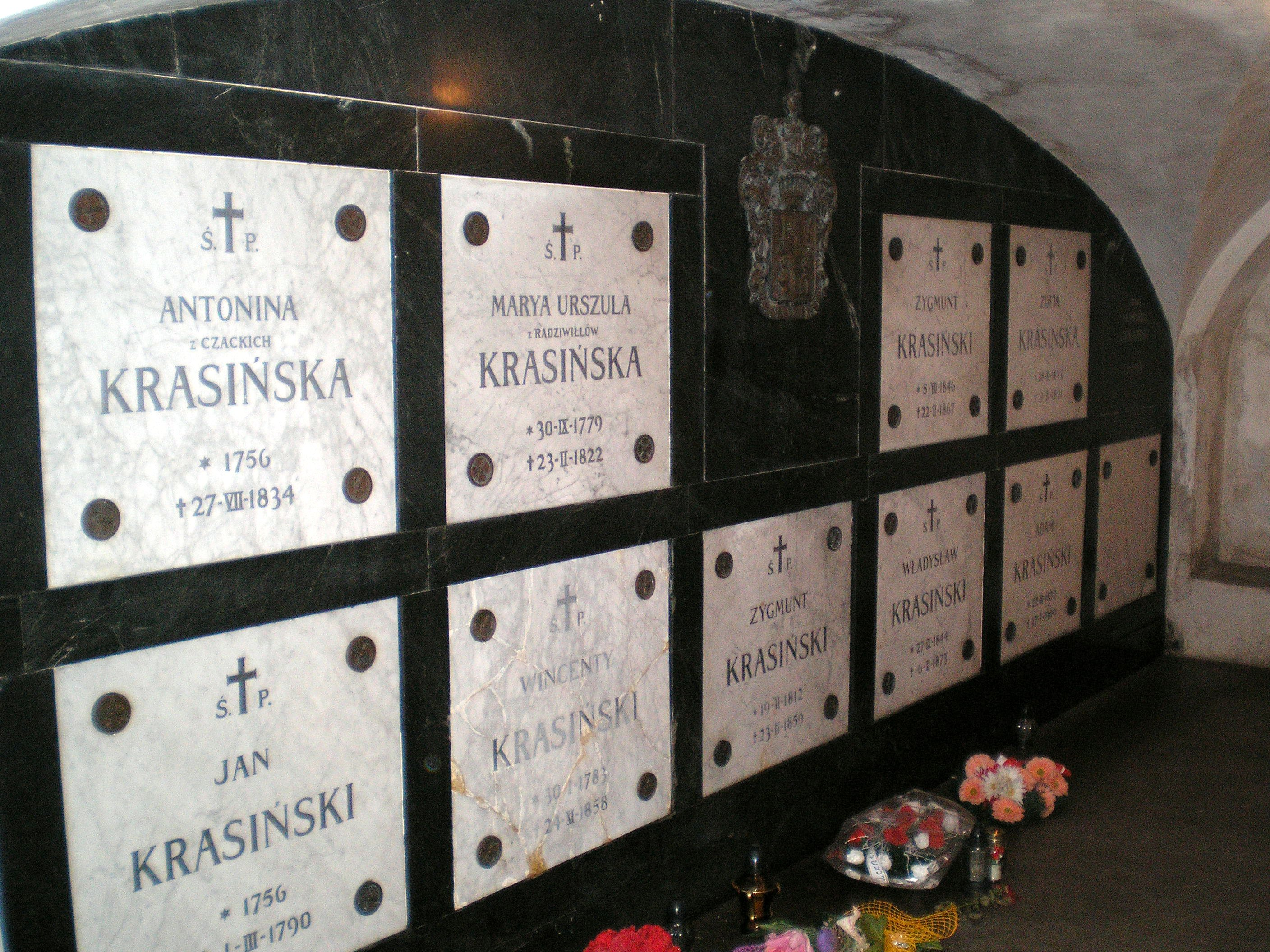
Cripta de la iglesia